# Filipińskie Siły Powietrzne
Filipińskie Siły Powietrzne (fil. Hukbong Himpapawid ng Pilipinas, ang. Philippine Air Force; w skrócie PAF) – wojska lotnicze Filipin, jedna z trzech formacji tamtejszych Sił Zbrojnych. Powstały w 1947 w wyniku odseparowania korpusu lotniczego od wojsk lądowych.

## Historia

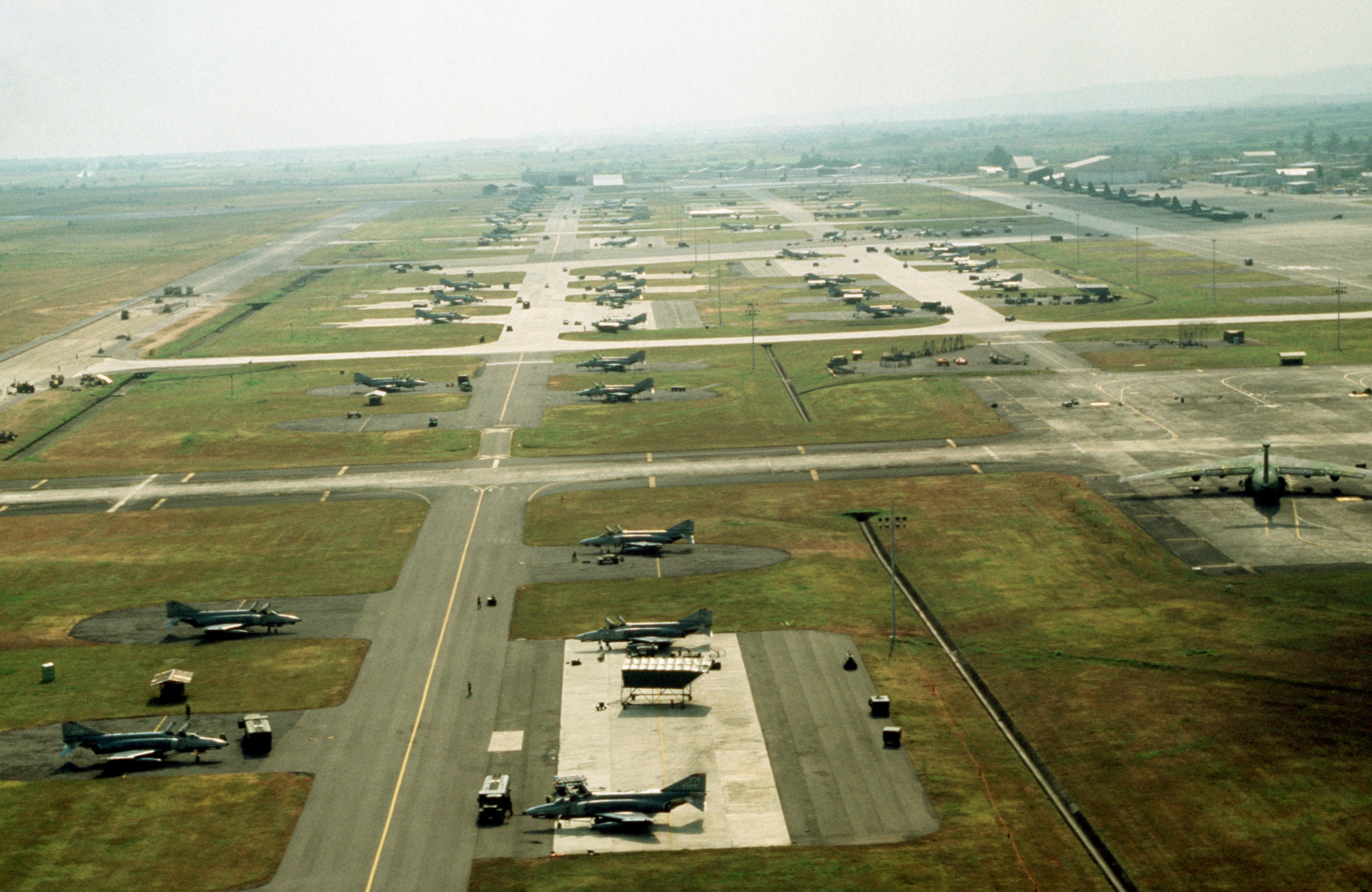
Clark Air Base w 1989

Od początku swojego istnienia, jak i obecnie PAF wykorzystuje głównie sprzęt produkcji USA, dotyczyło to zwłaszcza wszystkich samolotów bojowych. Duża część tego uzbrojenia pochodziła z donacji USA, same Filipiny w latach 1913–1946 były terytorium zależnym od USA. W 1964 rząd negocjował przekazanie samolotów Lockheed F-104, USA zgodziły się tylko na 43 F-5A/B, ale z powodu zmniejszenia pomocy od 1965 do 1967 dostarczono tylko 22 sztuki. W tym czasie samoloty ponaddźwiękowe w regionie eksploatowały tylko Tajwan – F-104 (od 1960) oraz Chiny (1960) i Indonezja (1962) – MiG-21. Podczas użytkowania doskwierał brak części zamiennych. Sprawnych w latach 90 były tylko 10 samolotów w wariancie szkolno-bojowym. Kilka maszyn południowo koreańskich uzupełniło liczbę stanu. W 1998 roku zakupiono od Korei Południowej 5 sztuk F-5A za 100USD za sztukę, a kolejne dwie w 2003 roku. Od 2005 roku, wraz z wycofaniem ostatnich Northrop F-5 Freedom Fighter (w stanie lotnym było pięć egzemplarzy), filipińskie lotnictwo aż do 2015 roku nie dysponowało samolotami myśliwskimi.
W latach 90. pojawiały się plany pozyskania używanych samolotów, m.in. McDonnell Douglas F/A-18 Hornet lub nowych samolotów, jednak z powodu azjatyckiego kryzysu finansowego w 1997, prowadzenia asymetrycznych działań przeciwpartyzanckich z południowymi guerrillas, koncentracji na bezpieczeństwie wewnętrznym oraz specyficznym położeniu geograficznym (Filipiny zajmują siedem tysięcy wysp, częste są tam klęski żywiołowe), dostępne środki inwestowano we flotę śmigłowców i lekkich samolotów szturmowych. Filipińska armia należy do najbardziej doświadczonych w zwalczaniu zbrojnej partyzantki. W latach 1948–1952 główne wysiłki skupiano na tłumieniu buntu chłopów z Hukbong na Luzon oraz grupy Hadji Kamlona na Jolo w 1948-1955, a następnie ugrupować komunistycznych. Od 1969 prowadzą walkę z muzułmańskimi rebeliantami z MILF na archipelagu Sulu, ostatnie naloty lotnictwo przeprowadziło w 2011 roku.
Iluzoryczne zdolności do obrony swojej przestrzeni powietrznej i patrolowania terytorium morskiego są częściowo rezultatem, zakończonej w 1991 roku, obecności na Filipinach lotnictwa amerykańskiego. Kraj nie posiada też systemów przeciwlotniczych, w tym okrętów uzbrojonych w pociski ziemia-powietrze. Amerykanie zajmowali wolną strefę wokół należącej do nich Clark Air Base od 1902 roku. W momencie przystąpienia Stanów Zjednoczonych do II WŚ w 1941 w dwóch bazach, Clark na Luzon i Del Monte na Mindanao stacjonowało 35 B-17, w Nichols Field koło Manilii stacjonowały dwie eskadry przechwytujące P-40 i North American A-27. 6 B-17C i 29 B-17D odpowiadały za prowadzenie rozpoznania oraz ataki na japońskie okręty, nie przeprowadziły jednak przypisanego im pierwotnie nalotu na Japończyków na Formozie. Baza Clark została dwukrotnie zaatakowana przez japońskie samoloty, do końca 1941 żołnierzy z Filip ewakuowano do Australii, a w styczniu 1942 bazy i porzucony sprzęt zajęli Japończycy. Filipińskie P-26 Peashooters uzyskały trzy zestrzelenia japońskich samolotów do czasu kapitulacji. Clark odbito w styczniu 1945, do końca wojny z bazy operowały myśliwce P-61 Black Widow, P-38, P-51D oraz bombowce B-24 i Consolidated B-32 Dominator. W latach zimnej wojny w bazie Clark stacjonowały m.in. 313th Bombardment Wing (Boeing B-29 Superfortress 1946-1948), 18th Fighter Group (P/F-47D, P/F-51D, F-80 1947-1950), w okresie I wojny indochińskiej 581st Air Resupply Wing (C-119, C-54, C-118 1950–1954), 509th Fighter-Interceptor Squadrons (F-86F/D Sabre 1954-1960), 405th Fighter Wing (F-100D 1959-1970, Martin B-57A 1954-1968, Convair F-102A 1966-1969, F-4C/D Phantom II 1970-1974), po wojnie wietnamskiej 3d Tactical Fighter Wing (F-4E, F-4G Wild Weasel 1974-1990). W latach 1968–1989 w bazie stacjonowała też eskadra C-130 Hercules. Od 1976 do 1990 z Clark AB odbywały się ćwiczenia Cope Thunder, w których oprócz F-5A PAF brały też udział australijskie Mirage III, nowozelandzkie A-4K, czy tajskie F-5E, z tego powodu w bazie stacjonowała też 26th Aggressor Squadron USAF z F-5E. W 1979 zrewidowano niezależność terytorialną od władz centralnych, aby tereny wokół bazy podlegały lokalnemu prawu. W 1986 w trakcie rewolucji różańcowej wojska amerykańskie pozostały neutralne. W związku zakończeniem zimnej wojny ograniczono aktywność w Clark, w 1990 roku samoloty bojowe F-4E Phantom II przeniesiono na Alaskę. Dwa dni przed pierwszą z serii erupcji Pinatubo, 10 czerwca 1991, ewakuowano większość personelu bazy z rodzinami, 15 czerwca wycofano pozostałych. USAF nigdy nie powróciły do Clark, zniszczenia były na tyle poważne, że zrezygnowano z odbudowy. Równolegle władze Filipin nie porozumiały się z USA ws. przedłużenie dzierżawy Clark i bazy morskiej w zatoce Subic, kończać prawie 100 letnią obecność wojskową. W listopadzie 1991 bazę Clark przekazano Filipinom. Obecnie znajduje się tam Port lotniczy Diosdado Macapagal, w bazie stacjonuje 410th Maintenance Wing PAF. Filipińskie UH-1H i F-5A/B wystąpiły w filmie Czas apokalipsy Coppoli z 1979, w kultowej scenie ataku na wioskę i zrzutu napalmu. W 2001 roku utracono jeden F-5 w trakcie ćwiczeń, a pilot zginął. W 2004 roku odbyła się inspekcja maszyn, która zbadała czy pozostała maszyny można przywrócić do lotu. Opinia ekspertów mimo iż pozytywna, nie ocaliła płatowców z którymi pożegnano się 1 października 2005 roku.
Pod koniec 2010 roku liczyły 7000 osób personelu i teoretycznie posiadał 393 statki powietrzne, z czego tylko 91 (34 samoloty i 57 śmigłowce) było zdolnych do lotu, 81 było częściowo sprawnych, a 221 nie nadawało się do lotu i powinny być wycofane. W związku z tym przeprowadzono programu modernizacyjny PAF. W 2011 odebrano 18 samolotów szkolnych Aermacchi SF-260FH oraz wyremontowano 20 śmigłowców MD-520. W wyniku prowadzonego od 2008 postępowania Combat Utility Helicopter w 2010 roku zostały wybrane śmigłowce W-3A Sokół. W 1. fazie jego częścią był zakup w Polsce 8 śmigłowców PZL W-3 Sokół za około 60 mln USD. Dostarczono je w trzech transzach, sześć w 2012 i dwa w 2013 roku. Pierwsze cztery sztuki weszły do służby w lutym 2012 roku. Śmigłowce po raz pierwszy niosły pomoc ofiarom tropikalnego cyklonu Pablo w Compostela Valley w 2012 roku. Ostatnie dwa W-3A dostarczono w lutym 2013. Jeden śmigłowiec nr 921 rozbił się tuż po starcie z Marawi w 2014 roku. Drugi egzemplarz nr 926 rozbił się w 2016 roku w Puerto Princesa. W obu wypadkach nie było ofiar.
W listopadzie 2013 zamówiono dla PAF osiem śmigłowców AgustaWestland A109LUH w wersji uzbrojonej. W 2014 zakupiono siedem używanych Dornier UH-1D (zamówiono 20 szt., ale kontrakt anulowano). W marcu 2014 roku zamówiono osiem śmigłowców Bell 412EP, w tym trzy dla VIP. Wszystkie osiem dostarczono w 2015 i przyjęto 17 sierpnia 2015 W kwietniu 2019 roku zamówiono 16 sztuk S-70i Black Hawk produkcji PZL Mielec dla zastąpienia maszyn z rodziny Bell UH-1/205. Pierwsze sześć sztuk przekazano w grudniu 2020 roku.
1 czerwca 2013 z okazji 66. rocznicy PAF w paradzie powietrznej w bazie Clark wzięło udział około 66 statków, w tym 9 T-41D, 3 AS-211, 2 SF-260TP, 16 SF-260FH, 3 F-27 Friendship, 3 N-22B Nomad, F-28 Fellowship, 3 C-130 Hercules, 6 UH-1H, S-76A, Bell 205, Huey II, 6 W-3A Sokół, 4 MD-520MG (OV-10 Bronco uziemiono przed przelotem z powodu katastrofy).
16 września 2013 MD-520MG dokonały ostrzału rakietowego pozycji rebeliantów Islamskiego Frontu Wyzwolenia Moro podczas bitwy w Zamboaondze.
W 2012 do służby przywrócono wyremontowany na Filipinach C-130B, inny C-130H wyremontowano w USA. 24 lipca 2014 uzgodniono przekazanie przez USA dwóch C-130T z zapasów, Filipiny pokryły koszt ich remontu za 55 mln USD. Dla odmłodzenia floty transportowców 28 lutego 2014 zakupiono trzy CASA C-295M. Pierwszy C-295 dostarczono 18 marca 2015, drugi w grudniu 2015, a ostatni 16 lutego 2016. Nowe transportowce zastąpiły samoloty Fokker F27. Dla zastąpienia GAF N22B Nomad zakupiono dwa indonezyjskie NC-212i.
W związku z przewagą techniczną krajów Azji Południowo-Wschodniej, zwłaszcza rosnącą aktywnością Chin, Filipiny planowały pozyskanie niewielkiej liczby (6–12 sztuk) samolotów wielozadaniowych lub szkolno-bojowych, mogących patrolować przestrzeń powietrzną kraju. Początkowo od 2011 za najbardziej realną opcję uważano używane amerykańskie F-16, ale rozwiązanie uznano za kosztowne i nieperspektywiczne. W 2012 roku wyrażono zainteresowanie nabyciem nowych koreańskich samolotów odrzutowych, tj. TA-50 lub FA-50. Rozważano też przeprowadzenie przetargu dopuszczającego oferty z Europy. 28 marca 2014 Filipiny podpisały z Koreą Południową umowę o zakupie 12 lekkich myśliwców KAI FA-50 Golden Eagle (odmiana szkolnych T-50) za 415,7 mln USD, a w ciągu trzech lat PAF wzbogaciło się o flotę szybkich odrzutowców. Dwa pierwsze FA-50PH dostarczono 28 listopada 2015, dzięki czemu po dziesięcioletniej przerwie PAF znów ma odrzutowce ponaddźwiękowe; były to także pierwsze od 50 lat fabrycznie nowe myśliwce dostarczane do kraju i pierwsze pochodzące spoza USA. 26 stycznia 2017 roku FA-50PH należące do 7. Eskadry Myśliwskiej po raz pierwszy wzięły udział w misji bojowej, w której użyły ostrej amunicji: zaatakowały pozycje terrorystów w Butig w prowincji Lanao del Sur.
Dla zastąpienia floty ośmiu przestarzałych OV-10 Bronco w 2017 roku zamówiono sześć A-29B Super Tucano dostawy mają rozpocząć się w 2019 roku.

## Wyposażenie

### Obecne
| Samolot                                           | Typ               | Wersja                                              | Liczba sztuk         | Uwagi    | |
| Samoloty                                          | Samoloty          | Samoloty                                            | Samoloty             | Samoloty | Samoloty |
| ------------------------------------------------- | ----------------- | --------------------------------------------------- | -------------------- | -------- | --- |
| KAI FA-50 Golden Eagle                            | Korea Południowa  | lekki myśliwiec                                     | FA-50PH              | 11       | W latach 2015-2017 dostarczono 12. Jeden utracono w 2025.                                                                                         |
| Aermacchi S-211                                   | Włochy            | odrzutowiec szkolno-bojowy                          | AS-211               | 3        | Z 25 dostarczonych 1989-1994, 15 zmontowano na Filipinach.                                                                                        |
| Embraer EMB 314 Super Tucano                      | Brazylia          | Samolot przeciwpartyzancki                          | A-29B                | 6        | W 2020 roku dostarczono sześć sztuk. Planowane dalsze sześć.                                                                                      |
| Aermacchi SF-260                                  | Włochy            | szkolne/wsparcia                                    | SF-260TP/M SF-260FH  | 20 18    | Pierwsze w 1973, 18 SF-260F dostarczono w 2011, zmontowane na Filipinach.                                                                         |
| Cessna T-41 Mescalero                             | Stany Zjednoczone | samolot szkolny                                     | T-41D T-41B          | 14 15    | W 2008 Korea Południowa podarowała 15 T-41B. |
| Samoloty transportowe i specjalnego przeznaczenia |                   |                                                     |                      |          | |
| Lockheed C-130 Hercules                           | Stany Zjednoczone | taktyczny transportowiec                            | C-130H C-130B C-130T | 2 1      | Z 8 H i 3 B, używane od 1973. Zamówiono dwa używane C-130T, jeden dostarczono. Utracono 2 C-130H i 1 L-100. Zamówiono 3 C-130J-30.                |
| CASA C-295                                        | Hiszpania         | taktyczny transportowiec                            | C-295M               | 3        | Dostawy 2015-2016. |
| Fokker F27 Friendship                             | Holandia          | średni transportowiec morski patrolowiec            | -100/500F F27-200MAR | 2 1      | |
| GAF Nomad                                         | Australia         | lekki samolot transportowy                          | N22B                 | 3        | Od 1975 dostarczono 15. Zastąpią je dwa CASA C-212.                                                                                               |
| Fokker F28 Fellowship                             | Holandia          | samolot pasażerski                                  | F28-3000             | 1        | transport prezydencki |
| Rockwell Turbo Commander                          | Stany Zjednoczone | rozpoznawczy                                        | TC-690               | 1        | |
| Cessna 210                                        | Stany Zjednoczone | zasiewanie chmur                                    | LC-210               | 1        | |
| Śmigłowce                                         |                   |                                                     |                      |          | |
| Bell UH-1H                                        | Stany Zjednoczone | śmigłowiec użytkowy/SAR                             | UH-1H Huey II UH-1D  | 20 2 7   | 21 operacyjnych, z ponad 100 Ex-USA i Ex-Singapurskich. W 2014 zakupiono 7 Dornier UH-1D.                                                         |
| Bell 205                                          | Stany Zjednoczone | Search and Rescue                                   |                      | 8        | |
| Bell 412                                          | Stany Zjednoczone | wielozadaniowy śmigłowiec pasażerski śmigłowiec VIP | 412EP/HP             | 5 3      | 2 HP; 4 EP dostarczono 1994-1996. Jeden EP rozbił się 7 kwietnia 2009. W 2015 dostarczono osiem EP, w tym trzy dla VIP. Wyprodukowane w Kanadzie. |
| McDonnell Douglas MD-500                          | Stany Zjednoczone | lekki śmigłowiec bojowy                             | MD-520MG             | 25       | |
| Agusta A109                                       | Włochy            | śmigłowiec rozpoznawczy lekki śmigłowiec bojowy     | AW-109E Power        | 2        | Kontrakt z koncernem AgustaWestland na dostarczenie ośmiu lekkich śmigłowców bojowych AW109 podpisano w październiku 2013 roku                    |
| PZL W-3 Sokół                                     | Polska            | wielozadaniowy Search and Rescue                    | W-3A                 | 5        | Osiem dostarczono w latach 2012–2013. Jeden uszkodzony w sierpniu 2014 roku. 8 listopada 2016 rozbił się drugi W-3A.                              |
| Sikorsky S-70 Blackhawk                           | Stany Zjednoczone | śmigłowiec pasażerski śmigłowiec użytkowy           | S-70A-5 S-70i        | 1 16     | Dwa S-70A dla VIP dostarczono w 1984, jeden utracono. Zamówiono 48 S-70i. W latach 2020–2023 dostarczono 16 S-70i, jeden utracono.                |
| Sikorsky S-76 Spirit                              | Stany Zjednoczone | śmigłowiec wielozadaniowy                           | AUH-76               | 10       | z 17 dostarczonych w 1983, w wersjach bojowej, SAR i VIP.                                                                                         |

### Wycofane

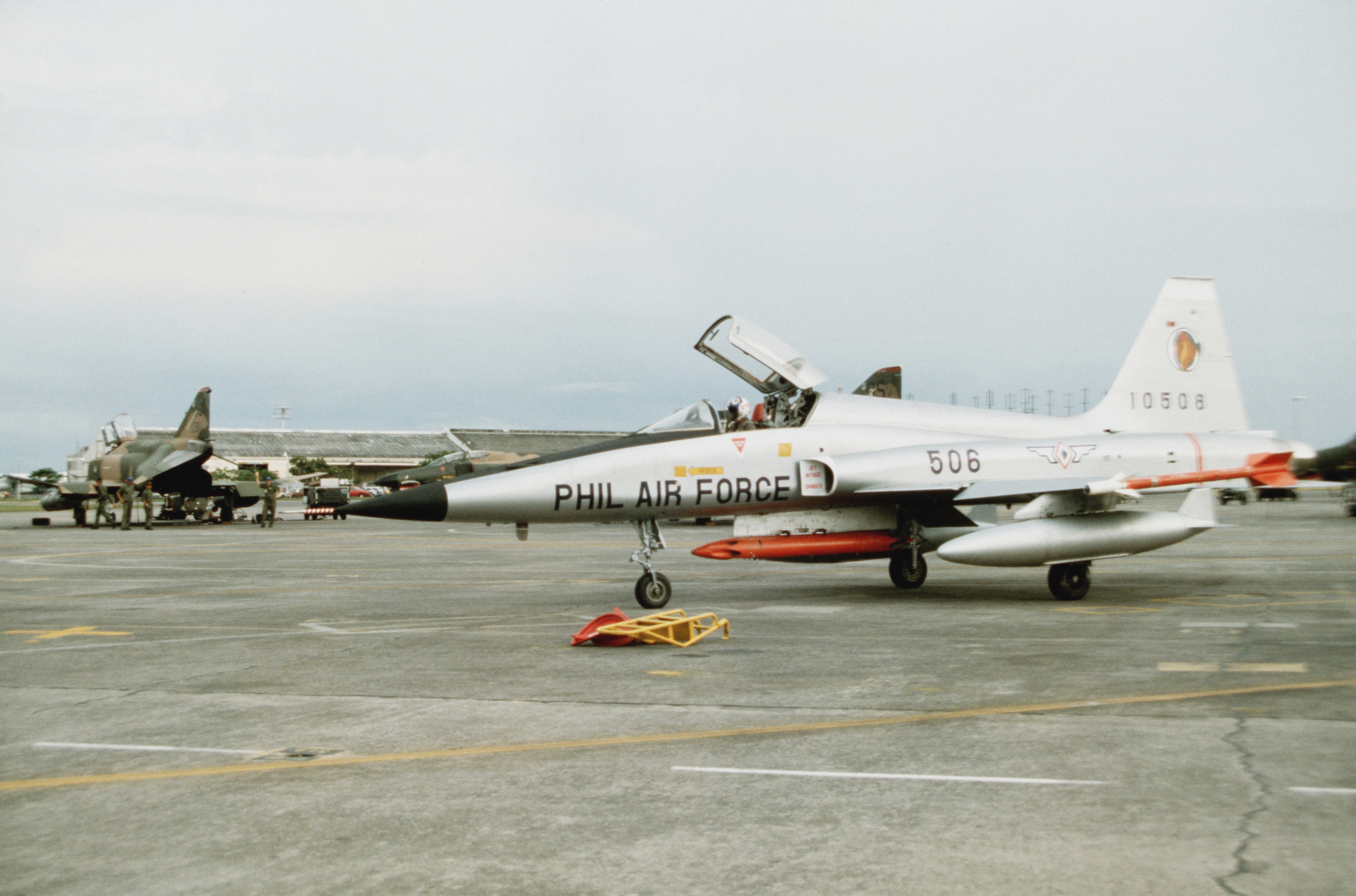
Northrop F-5
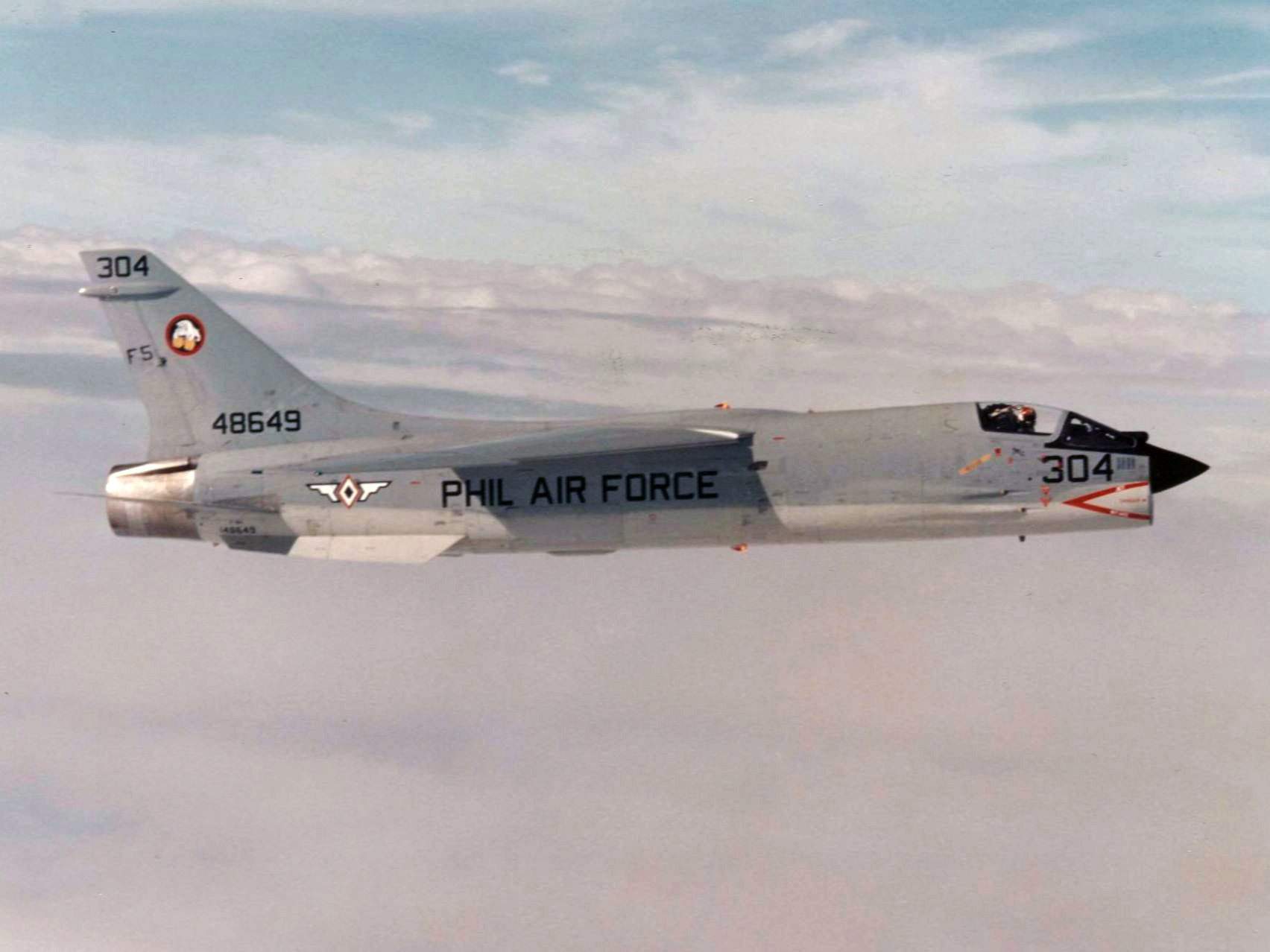
F-8 Crusader
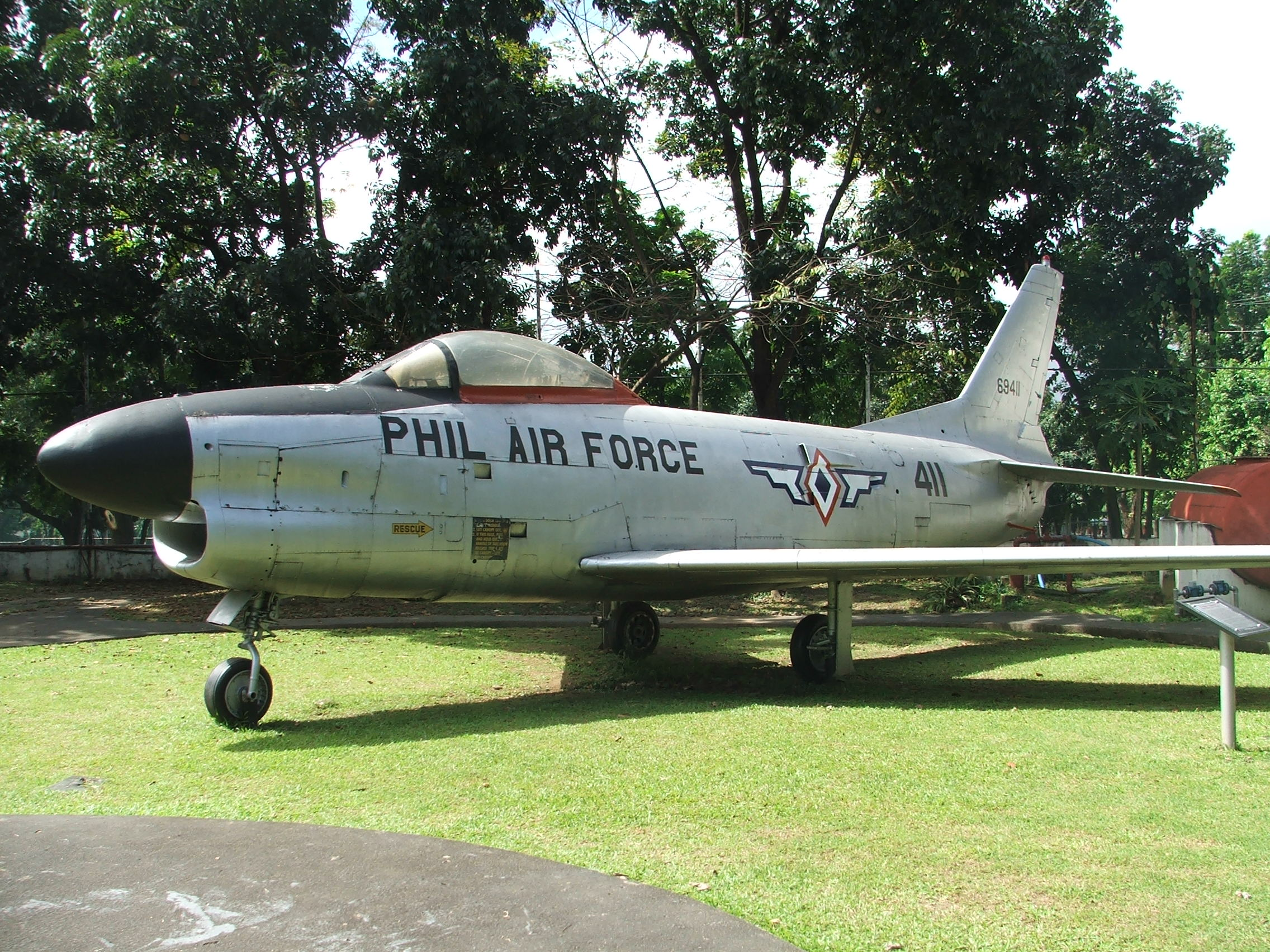
F-86D Sabre
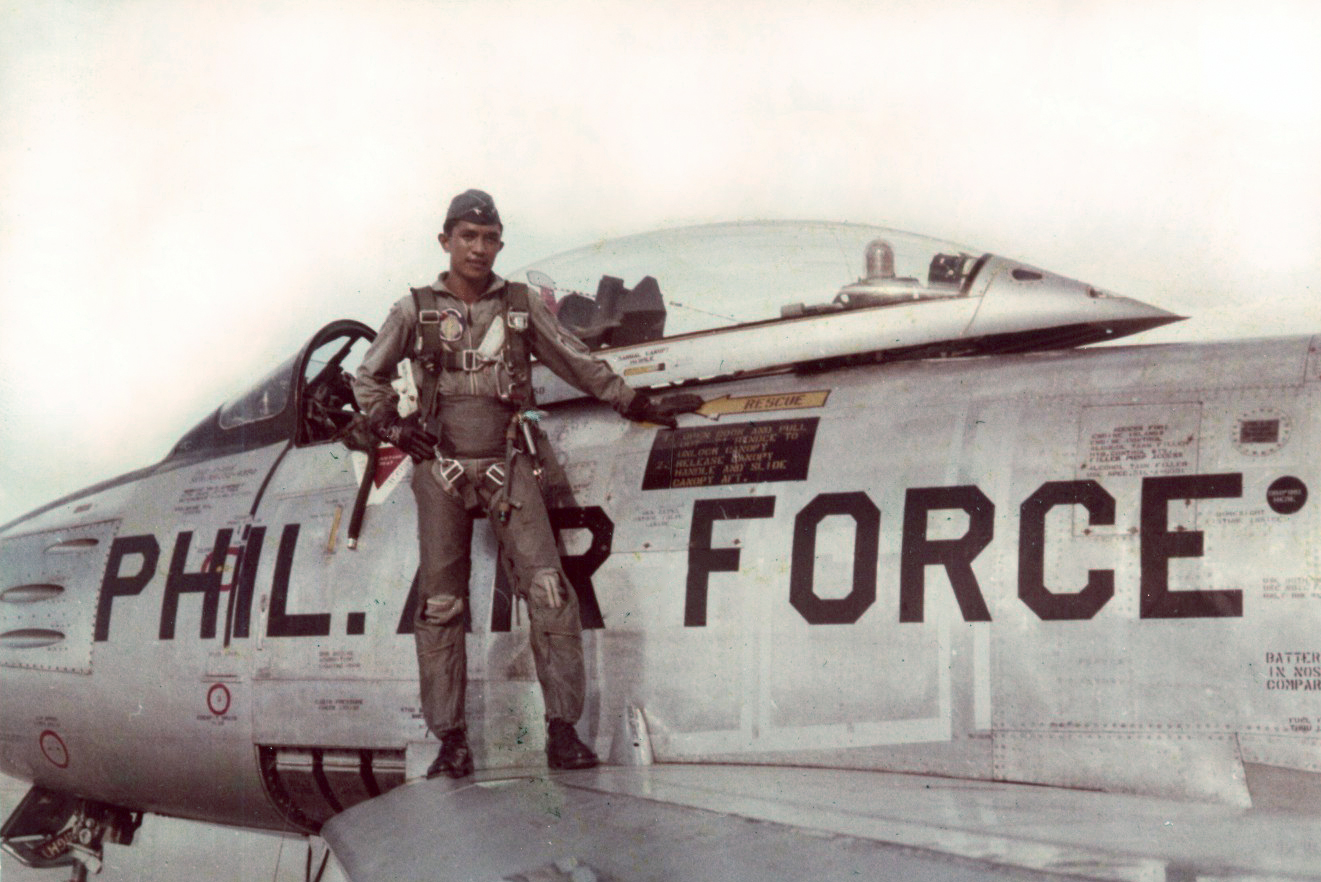
F-86F Sabre
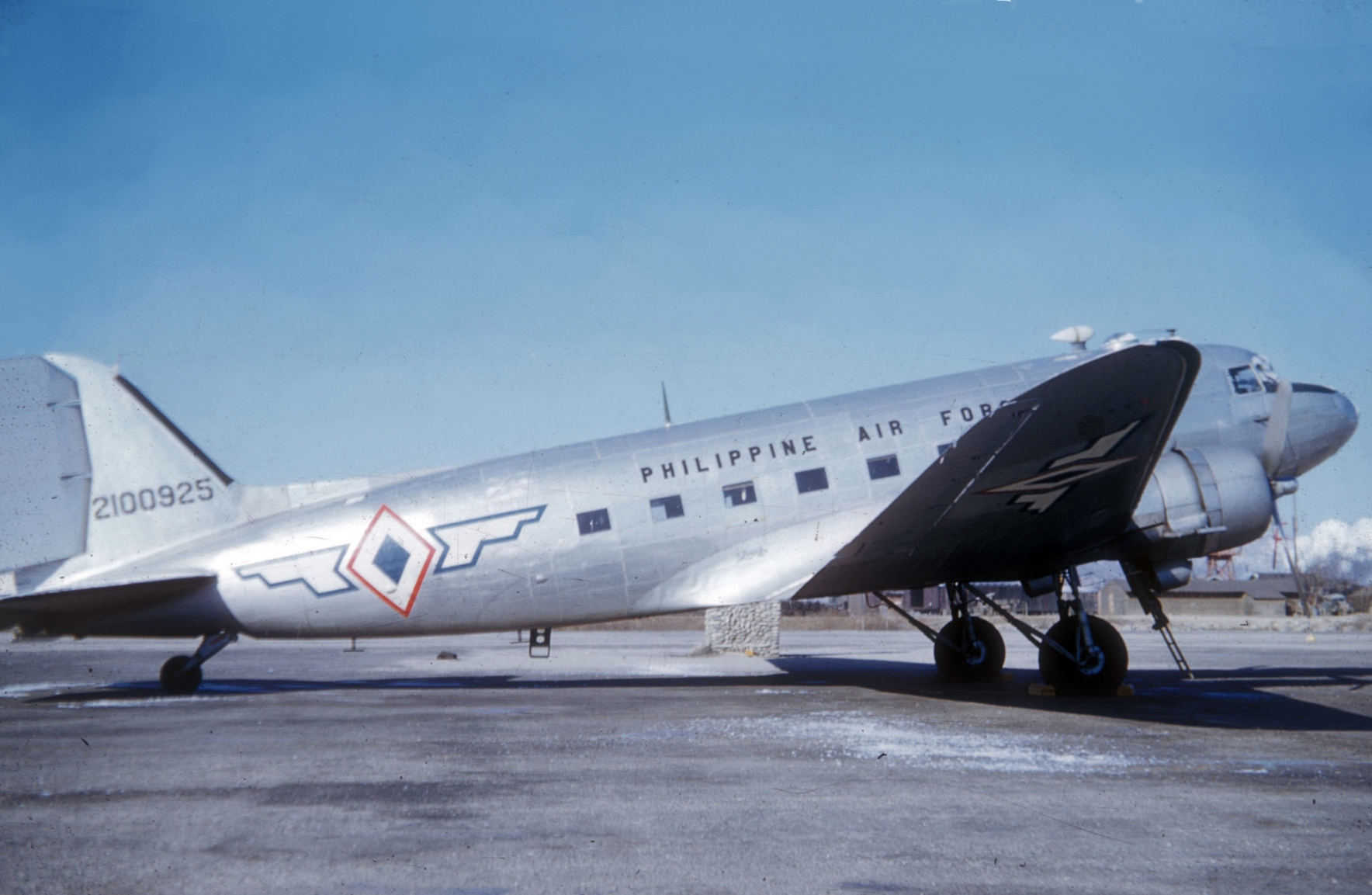
C-47A
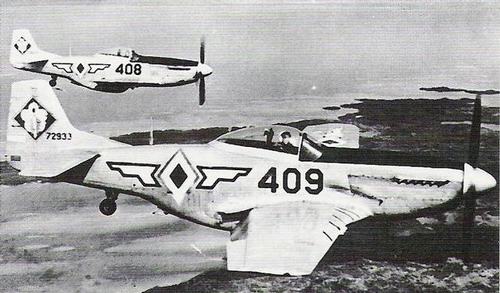
P-51 Mustang
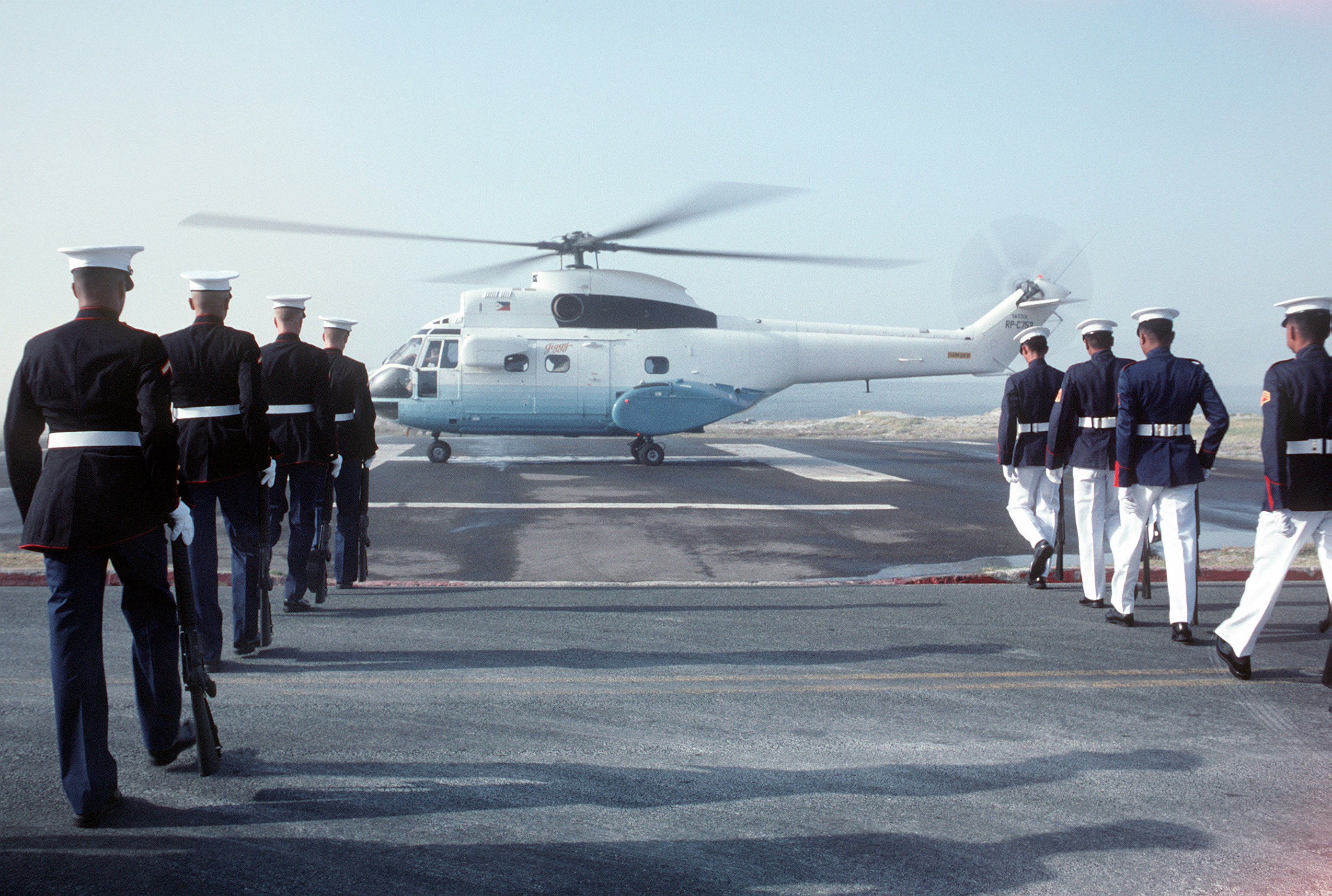
Aerospatiale SA 330 Puma

| Samolot                              | Producent         | Typ                                     | Wersja        | Liczba sztuk  | Uwagi |
| Samoloty                             | Samoloty          | Samoloty                                | Samoloty      | Samoloty      | Samoloty |
| ------------------------------------ | ----------------- | --------------------------------------- | ------------- | ------------- | --- |
| Northrop F-5 Freedom Fighter         | Stany Zjednoczone | myśliwiec                               | F-5A F-5B     | 19 + 13 3 + 1 | Donacja USA w ramach MAP, 19 F-5A i 3 F-5B w 1965-1967, zmodernizowane w latach 70., w tym zamontowano radar AN/APQ-153 z F-5E, 3 F-5A w 1993, 1 F-5B w 1996 (ex-tajwańskie), 2 F-5A (ex-jordańskie) w 1997, 8 F-5A (ex-koreańskie) w 1998, 10 pozostaje w rezerwie. |
| Chance Vought F-8 Crusader           | Stany Zjednoczone | myśliwiec                               | F-8P          | 25            | Ex-US Navy F-8H zmodernizowane do F-8P, używane od 1977, w rezerwie od 1988, zniszczone w 1991 w bazie Basa po erupcji Pinatubo. |
| North American F-86 Sabre            | Stany Zjednoczone | myśliwiec                               | F-86F F-86D   | 50 20         | Ex-USA, w służbie od 1957 (F) i 1960 (D) zastąpione przez Northrop F-5A. |
| North American P-51 Mustang          | Stany Zjednoczone | myśliwiec                               | P-51D         | 103           | Ex-USA, zastąpione przez F-86. |
| Lockheed T-33 Shooting Star          | Stany Zjednoczone | szkolno-bojowy odrzutowiec              | T-33A         | 27            | Ex-USA, od 1956 |
| Douglas AC-47 Spooky                 | Stany Zjednoczone | samolot wsparcia                        |               | 11            | Ex-USA, od 1973 |
| North American Rockwell OV-10 Bronco | Stany Zjednoczone | lekki samolot szturmowy                 | OV-10A OV-10C | 24 8          | Używane 1991-2024, dostarczono 24 OV-10A z USA i 8 ex-tajlandzkich OV-10C. Zastąpione przez A-29B. |
| North American T-28 Trojan           | Stany Zjednoczone | lekki samolot szturmowy samolot szkolny | T-28A T-28D   | 20 24         | Ex-USA, od 1959 (A) i 1970 (D), zastąpione przez OV-10 Bronco. |
| Beechcraft T-34 Mentor               | Stany Zjednoczone | samolot szkolny                         |               | 36            | Donacja japońska, w służbie od 1958, zasątapione przez SF-260. |
| North American T-6 Texan             | Stany Zjednoczone | samolot szkolny                         |               | 38            | Ex-USA, w służbie od 1955. |
| Douglas C-47 Skytrain                | Stany Zjednoczone | samolot transportowy                    |               | ?             | Ex-USA i ex-RAAF, zastąpione przez C-130. W katastrofie C-47 w 1957 zginął ówczesny prezydent Ramon Magsaysay. |
| Grumman HU-16 Albatross              | Stany Zjednoczone | łódź latająca                           | HU-16B        | 6             | Ex-USA |
| Consolidated PBY Catalina            | Stany Zjednoczone | łódź latająca                           |               | ?             | |
| Stinson L-5 Sentinel                 | Stany Zjednoczone | łącznikowy/obserwacyjny                 |               | ?             | |
| Boeing P-26 Peashooter               | Stany Zjednoczone | myśliwiec                               | P-26A         | 31            | Ex-USAAC, zniszczone w czasie II wojny światowej |
| Stearman PT-17 Kaydet                | Stany Zjednoczone | szkolny/bojowy                          | PT-13D        | ?             | |
| Śmigłowce                            |                   |                                         |               |               | |
| Bell 212                             | Stany Zjednoczone | śmigłowiec prezydencki                  |               | 1             | rozbity |
| Aerospatiale Puma                    | Francja           | śmigłowiec prezydencki                  | SA-330J       | 2             | |
| Sikorsky S-61                        | Stany Zjednoczone | transportowy śmigłowiec prezydencki     | S-62A S-62J   | 1 2           | Używany japoński A dostarczony w 1962, dwa J produkcji Mitsubishi. |
| Sikorsky H-34                        | Stany Zjednoczone | śmigłowiec SAR                          |               |               | |
| Sikorsky H-19 Chickasaw              | Stany Zjednoczone |                                         | H-19A         | 1             | |

## Organizacja

Bazy Filipińskich Sił Powietrznych

PAF wykorzystuje dziewięć baz lotniczych, rozlokowanie aktualne na 2006.
| 15th Strike Wing                              | Baza Danilo Atienza, Cavite (Sangley Point), Cavite |
| --------------------------------------------- | --------------------------------------------------- |
| 16th Attack Squadron (Eagles)                 | OV-10A/C/A SLEP                                     |
| 17th Attack Squadron (Jaguars)                | SF.260TP                                            |
| 18th Attack Squadron (Falcons)                | MD-520MG                                            |
| 20th Attack Squadron (Firebirds)              | MD-520MG                                            |
| 25th Attack Squadron (Lobos)                  | OV-10A/C/A SLEP; SF.260TP; MD-520MG                 |
| Air Defense Wing                              | Basa, Pampanga                                      |
| 7th Tactical Fighter Squadron (Bulldogs)      | S-211                                               |
| 205th Tactical Helicopter Wing                | Baza Benito Ebuen, Mactan, Cebu                     |
| 206th Tactical Helicopter Squadron (Hornets)  | Bell 412, UH-1H, W-3A                               |
| 207th Tactical Helicopter Squadron (Stingers) | Bell 412, UH-1H, W-3A                               |
| 208th Tactical Helicopter Squadron (Daggers)  | Bell 412, UH-1H, W-3A                               |
| 220th Airlift Wing                            | Baza Benito Ebuen, Mactan, Cebu                     |
| 221st Tactical Airlift Squadron (Fokkers)     | Fokker F-27                                         |
| 222nd Tactical Airlift Squadron (Hercules)    | C-130B/H                                            |
| 223rd Tactical Airlift Squadron (Nomads)      | N-22B/C Nomad                                       |
| Air Education and Training Command            | Baza Basilio Fernando, Lipa, Batangas               |
| 101st Primary Flying Training Sqn (Wildcat)   | T-41D/Cessna 172-k                                  |
| 102nd Basic Flying Training Sqn (Cougar)      | SF.260MP                                            |
| 505th Search and Rescue Group (Angels)        | Baza Jesus Villamor, Pasay City, Metro Manila       |
| 5051st Search and Rescue Squadron             | Huey II, Bell 205, S-76, UH-1H, W-3A                |
| 5052nd Search and Rescue Squadron             | Huey II, Bell 205, S-76, UH-1H, W-3A                |
| 5053rd Search and Rescue Squadron             | Huey II, Bell 205, S-76, UH-1H, W-3A                |
| 5056th Search and Rescue Squadron             | Huey II, Bell 205, S-76, UH-1H, W-3A                |
| 250th Presidential Airlift Wing               | Baza Jesus Villamor, Pasay City, Metro Manila       |
| 251st Presidential Airlift Squadron           | Fokker F28                                          |
| 252nd Presidential Helicopter Squadron        | S-76, S-70A, Bell 212, Bell 412                     |
| 900th Weather Support Group                   | Baza Jesus Villamor, Pasay City, Metro Manila       |
| 901st Weather Squadron                        | Cessna T-210TG                                      |